# أليس الفرنسية كونتيسة بلوا
أليس من فرنسا (بالفرنسية: Alix de France)‏ (يوليو-أغسطس 1150 - 1198/1197) كانت كونتيسة بلوا بزواجها من ثيوبالد الخامس، هي أبنة الثانية لـ لويس السابع ملك فرنسا وإليانور دي آكيتاين.

## الأبناء
كان لـ ثيوبالد وأليس سبعة أبناء:-
- ثيوبالد؛ توفي صغيراً.
- فيليب؛ توفي صغيراً.
- هنري؛ توفي صغيراً.
- لويس الأول، كونت بلوا، (توفي. 1205).
- أليس؛ راهبة.
- مارغريت؛ تزوجت من والتر دي أفيسنيس، وفي وقت لاحق كونتيسة بلوا.
- إيزابيل، (توفيت. 1248).